# In the Line of Fire
In the Line of Fire (рус. На Линии Огня) — дебютный альбом американского рэпера Хуссейна Фэйтала, выпущенный на Relativity Records в 1998 году.

## Список композиций
1. Intro
2. M.O.B (при участии Fredie Foxxx)
3. Everyday (при участии Antoinette Roberson)
4. Friday (при участии Killa Black, Dirty Bert, Smooth)
5. I Know The Rules
6. Outlaws (при участии Mac Mall, Merciless X)
7. Time’s Wastin'
8. What’s Your Life Worth? (при участии Dirty Bert)
9. Getto Star (при участии Tame One)
10. Take Your Time
11. The World Is Changing